# Xanthophenax liberator
Xanthophenax liberator là một loài tò vò trong họ Ichneumonidae.